# إنديرا أمبيو
إنديرا أمبيو (مواليد 19 سبتمبر 2004) عارضة أزياء فرنسية وحاملة لقب ملكة جمال فرنسا 2023. سبق لها تتويج ملكة جمال غوادلوب 2022 وملكة جمال باس تيري 2022 ، وهي رابع امرأة من غوادلوب تفوز بلقب ملكة جمال فرنسا.

## نشأتها
ولدت في باس تير، بجزيرة غوادلوب، في 19 سبتمبر 2004 ، لوالها ديدييه أمبيو و بياتريس تيجو ، لديها أخ أكبر يمتلك والدها وكالة اتصالات وتسويق ، بينما تعمل والدتها في قطاع الضمان الاجتماعي، سبق أن توجت ملكة جمال باس تيري 1998 وحلت في المركز الثاني في ملكة جمال غوادلوب 1998. أمبيوت هي أيضًا ابنة أخت لاعب كرة القدم فريديريك تيجو. انفصل ووالداها في وقت لاحق.

## روابط خارجية
- إنديرا أمبيو على إنستغرام